# Вива
Вива — річка в Пулинському й Житомирському районах Житомирської області, ліва притока Лісної (басейн Дніпра).

## Опис
Довжина річки 11 км. Висота витоку річки над рівнем моря — 241 м; висота гирла над рівнем моря — 190 м; падіння річки — 21 м; похил річки — 1,91 м/км. Формується з двох безіменних струмків та 1 водойми. Площа басейну 32,8 км².

## Розташування
Бере початок на північному сході від села Чехівці. Тече переважно на південний схід у межах сіл Гута-Юстинівка та Болярка. Між селами Василівка та Березівка впадає в річку Лісну, притоку Кам'янки.

## Іхтіофауна Виви
У річці водяться бистрянка звичайна, карась звичайний, окунь, пічкур та плітка звичайна, щука, в'юн.